# Попова Дача (ландшафтний заказник)
Попова Дача — ландшафтний заказник місцевого значення в Україні. Розташований на території Казанківського району Миколаївської області, у межах Казанківської селищної ради.
Площа — 15 га. Статус надано згідно з рішенням Миколаївської обласної ради від № 24 від 02.02.1995 року задля охорони зональних угруповань формацій.
Заказник розташований на північний схід від смт Казанка.
Територія заповідного об'єкта слугує для збереження та охорони зональних угруповань формацій ковил волосистої та Лессінга.